# Michaił Mołotkowski
Michaił Grigorjewicz Mołotkowski, ros. Михаил Григорьевич Молотковский (ur. w 1887 w Kuzemenie w guberni witebskiej, zm. 20 września 1937 w miejscu egzekucji Kommunarka pod Moskwą) – rosyjski rewolucjonista, wojskowy (podporucznik), radziecki dyplomata i funkcjonariusz służb specjalnych.

## Życiorys
Ukończył gimnazjum. Od 1905 r. pracował jako urzędnik. Jednocześnie wstąpił do Partii Socjalistów-Rewolucjonistów (tzw. eserowców). W 1915 r. został zmobilizowany do armii rosyjskiej. Służył jako praporszczik w Irkucku. W 1917 r. został członkiem miejscowej Rady Delegatów Żołnierskich. Wszedł też w skład Okręgowego Biura Wschodniej Syberii. Od końca maja do poł. lipca 1918 r. pełnił funkcję osobistego adiutanta gen. Aleksieja N. Griszyna-Ałmazowa, który dowodził Samodzielną Armią Zachodnio-Syberyjską. Następnie był zastępcą szefa jednego z wydziałów oddziału wojskowo-historycznego sztabu Samodzielnej Armii Zachodnio-Syberyjskiej. W poł. września tego roku został awansowany do stopnia podporucznika. W tym czasie zerwał kontakty z partią eserowców, przechodząc na stronę grupy oficerów współpracujących w Omsku z bolszewikami. Od pocz. 1919 r. ukrywał się w związku z planowanym aresztowaniem przez „kołczakowców”. Przedostał się na Daleki Wschód, gdzie prowadził przygotowania do wybuchu powstania przeciwko Białym. Krótko przebywał w japońskiej niewoli. Z polecenia Dalkomparta w 1921 r. wyjechał przez USA do Europy Wschodniej. Aresztowano go w Czechosłowacji. Wyszedł na wolność dzięki pomocy sowieckiej misji w Pradze, po czym powrócił do ZSRR. W styczniu 1922 r. został przyjęty do Rosyjskiej Partii Komunistycznej (bolszewików). W tym samym czasie został funkcjonariuszem INO CzeKa. W 1923 r. skierowano go do Finlandii jako pracownika poselstwa politycznego Rosji Sowieckiej. Od 1924 r. pełnił funkcję 2 sekretarza poselstwa politycznego na Łotwie, zaś od 1925 r. w Polsce. W 1928 r. został attaché ambasady ZSRR w Grecji. We wszystkich tych krajach prowadził nielegalną działalność wywiadowczą. W 1929 r. powrócił do Moskwy, po czym w 1930 r. stanął na czele 3 wydziału INO OGPU. Następnie kierował Oddziałem Zagranicznym NKWD Obwodu Leningradzkiego. Po zabójstwie Siergieja M. Kirowa na pocz. grudnia 1934 r., został na pocz. 1935 r. zastępcą szefa Oddziału Specjalnego NKWD Kazachskiej Socjalistycznej Republiki Radzieckiej. Doszedł do stopnia porucznika bezpieczeństwa państwowego. W poł. lipca 1937 r. został aresztowany przez NKWD. Po procesie skazano go na karę śmierci wykonaną przez rozstrzelanie 20 września tego roku.